# معركة تاجيناي
معركة تاجيناي (تعرف أيضاً باسم معركة بوستا غالوروم) في يونيو / يوليو 552، حيث كسرت فيها قوى الإمبراطورية البيزنطية بقيادة نارسيس سلطة القوط الشرقيين في إيطاليا، و مهدت الطريق للاستعادة الرومانية الكاملة لشبه الجزيرة الإيطالية. مثل معركة أجينكورت في 1415، كانت مثالاً على الهزيمة الكارثية لقوة الفرسان أمام الرماة.